# 藤原人数
藤原 人数（ふじわら の ひとかず、生年不明 -大同4年8月5日（809年9月17日））は、奈良時代後期から平安時代初期にかけての女官。藤原式家良継の娘で、藤原北家鷲取の妻。藤原藤嗣の母。姓は朝臣。官位は従三位。兄弟に藤原宅美、姉妹に藤原乙牟漏・藤原諸姉らがいる。

## 生涯
淳仁朝の天平宝字7年（763年）正月、藤原乙刀自・今児らとともに、無位から従五位下に叙される。その後、称徳朝では不遇であったが、光仁朝・桓武朝では順調に昇叙を重ね、延暦4年（785年）正月、和気広虫・因幡国造浄成女とともに従四位上に昇っている。その後、後宮を退き、嵯峨朝の大同4年（809年）8月、散事従三位で薨去。

## 官歴
『六国史』による
- 天平宝字7年（763年）正月9日：従五位下
- 宝亀2年（771年）11月28日：従五位上
- 時期不詳：正五位下
- 宝亀8年（777年）正月10日：正五位上
- 天応元年（781年）5月15日、従四位下
- 延暦4年（785年）正月9日：従四位上
- 時期不詳：従三位
- 時期不詳：散事
- 大同4年（809年）8月5日：薨去